# Plaine de Néré à Bresdon
Plaine de Néré à Bresdon este o arie protejată (arie de protecție specială avifaunistică — SPA) din Franța întinsă pe o suprafață de 9.261 ha, integral pe uscat.

## Localizare
Centrul sitului Plaine de Néré à Bresdon este situat la coordonatele 45°55′35″N 0°14′47″W / 45.92639°N 0.24639°V.

## Înființare
Situl Plaine de Néré à Bresdon a fost declarat arie de protecție specială avifaunistică în baza directivei 79/409 din 1979 referitoare la conservarea păsărilor sălbatice pentru a proteja 21 de specii de animale.

## Biodiversitate
Situată în ecoregiunea atlantică, aria protejată nu include niciun habitat protejat.
La baza desemnării sitului se află mai multe specii protejate de  păsări (21): fluierar de munte (Actitis hypoleucos), pescăruș albastru (Alcedo atthis), fâsă-de-câmp (Anthus campestris), pasărea ogorului (Burhinus oedicnemus), caprimulg (Caprimulgus europaeus), Charadrius morinellus, șerpar (Circaetus gallicus), erete de stuf (Circus aeruginosus), erete vânăt (Circus cyaneus), erete cenușiu (Circus pygargus), șoim de iarnă (Falco columbarius), șoim călător (Falco peregrinus), sfrâncioc roșiatic (Lanius collurio), ciocârlie de pădure (Lullula arborea), gaia neagră (Milvus migrans), gaia roșie (Milvus milvus), culic mare (Numenius arquata), viespar (Pernis apivorus), ploier auriu (Pluvialis apricaria), spârcaci (Tetrax tetrax), nagâț (Vanellus vanellus)
Pe lângă speciile protejate, pe teritoriul sitului au mai fost identificate 24 de specii de păsări.